# Oué (Di)
Pour les articles homonymes, voir Oué.
Oué est une commune rurale située dans le département de Di de la province du Sourou dans la région de la Boucle du Mouhoun au Burkina Faso.

## Géographie
Oué est un village situé en bordure de la rivière Sourou et de la zone marécageuse environnante.

## Éducation et santé
La commune accueille un centre de santé et de promotion sociale (CSPS) tandis que le centre médical avec antenne chirurgicale (CMA) de la province se trouve à Tougan. La situation de la ville, entourée de marécages, entraine des problèmes sanitaires avec une population infantile sujette à une très forte prévalence (près de 50 % des 0-16 ans) de parasitoses diverses.